# Jamie Marks Is Dead
Pour plus de détails, voir Fiche technique et Distribution.
Jamie Marks Is Dead est un film fantastique américain tiré du roman One For Sorrow de Christopher Barzak, réalisé par Carter Smith et sorti en 2014. 
En France a été diffusé au festival du cinéma américain de Deauville en 2014 puis au festival international du film fantastique de Gérardmer en 2015.

## Synopsis
Le corps de Jamie Marks, un adolescent que personne ne connaissait vraiment et victime de harcèlement, est retrouvé au bord d'une rivière. Peu après un jeune lycéen, Adam, commence à voir et à prendre contact avec le fantôme de Jamie et les deux garçons vont commencer à se lier d'amitié.

## Fiche technique
- Titre original : Jamie Marks Is Dead
- Réalisation : Carter Smith
- Scénario : Carter Smith d'après One For Sorrow de Christopher Barzak
- Direction artistique : Amy Williams
- Décors : Steven Phan
- Costumes : Rachel Dainer-Best
- Montage : Eric Nagy
- Musique : François-Eudes Chanfrault
- Photographie : Darren Lew
- Son : Jeffrey Roy, Cory Melious et Dan Flosdorf
- Production : Omri Bezalel, Hunter Gray, Jacob Jaffke et Alex Orlovsky
- Sociétés de production : Verisimilitude
- Sociétés de distribution :
  -  États-Unis : Gravitas Ventures
  -  France : ARP Sélection
- Pays d'origine :  États-Unis
- Budget :
- Langue : Anglais
- Durée : 101 minutes
- Format : Couleur - 2.35:1 - son Dolby Digital
- Genre : Drame, fantastique
- Dates de sortie :
- États-Unis : 19 janvier 2014 (Festival du film de Sundance 2014) ; 29 août 2014 (nationale)
- France : 11 septembre 2014 (Festival du cinéma américain de Deauville 2014) ; 30 janvier 2015 (festival international du film fantastique de Gérardmer 2015)

## Distribution
- Cameron Monaghan : Adam McCormick
- Noah Silver : Jamie Marks
- Morgan Saylor : Gracie Highsmith
- Madisen Beaty : Frances Wilkinson
- Judy Greer : Lucy
- Liv Tyler : Linda
- Brett DelBuono : Matt Hardin
- Fred Tolliver Jr. : Fred
- Ronen Rubinstein : Ronnie

## Accueil
Le film a recueilli 64 % de critiques positives, avec une note moyenne de 6/10 et sur la base de 14 critiques collectées, sur le site agrégateur de critiques Rotten Tomatoes. Sur Metacritic, il obtient un score de 49/100 sur la base de 7 critiques collectées.

## Distinctions

### Nominations et sélections
- Festival du film de Sundance 2014 : sélection « U.S. Dramatic Competition »
- Festival du cinéma américain de Deauville 2014 : en compétition
- festival international du film fantastique de Gérardmer 2015 : sélection « Long-métrage »